# گوورقبری
گوورقبری مربوط به هزاره اول قبل از میلاد است و در شهرستان ورزقان، بخش خاروانا، دهستان جوشین، ۵۰۰ متری شرق روستای مزرعه واقع شده و این اثر در تاریخ ۸ بهمن ۱۳۸۵ با شمارهٔ ثبت ۱۷۱۰۵ به‌عنوان یکی از آثار ملی ایران به ثبت رسیده است.